# 七部眾
佛教中的七众，又名七部众、七部弟子，是指出家五众和在家二众的合称，是佛教徒的集合。又可称爲四众、四部众、四部弟子，是谓出家男女二众和在家男女二众。还可合称爲僧俗七众、道俗七众、僧俗二众、大众（摩诃僧伽）等。

## 七众

### 出家五众
出家五众分别为：
- 比丘，男性正式出家人，须受具足戒（比丘戒），俗称“和尚”（本意是亲教师）、“喇嘛”（本意是上师）等，准确的尊称可用“尊者”、“师父”等。
- 比丘尼，女性正式出家人，须受具足戒（比丘尼戒），俗称“尼姑”，准确的尊称可用“尼师”、“师父”等。
- 沙弥，男性非正式出家人，须受沙弥、沙弥尼十戒，是未满20岁的出家人“预备役”。
- 沙弥尼，女性非正式出家人，须受沙弥、沙弥尼十戒。

- 式叉摩那，女性非正式出家人，须在沙弥尼戒外多受式叉摩那戒（六法戒），又名“近事女”，是求出家、受了沙弥尼戒，但尚在观察期，未受具足戒的女性。

### 在家二众
在家二众又名居士，分别为：
- 优婆塞，男性在家众，须受三皈依戒，应受五戒。
- 优婆夷，女性在家众，须受三皈依戒，应受五戒。

## 四众
当按照“四众”来称谓时，是指：
- 男性出家众：比丘、沙弥。
- 女性出家众：比丘尼、沙弥尼、式叉摩那
- 男性在家众：优婆塞
- 女性在家众：优婆夷

## 註释
1. ↑  , 中国佛教信息网,   [2019-01-26], 原始内容存档于2005-08-30